# Нова Купавна
Нова Купа́вна (рос. Новая Купавна) — присілок у складі Богородського міського округу Московської області, Росія.

## Населення
Населення — 844 особи (2010; 101 у 2002).
Національний склад (станом на 2002 рік):
- росіяни — 89 %